# Theopea
Theopea es un género de escarabajos de la familia Chrysomelidae. El género fue descrito científicamente primero por Baly en 1864. Esta es una lista de especies pertenecientes a este género:
- Theopea aeneipennis (Gressitt & Kimoto, 1963)
- Theopea aureoviridis Chujo, 1935
- Theopea azurea (Gressitt & Kimoto, 1963)
- Theopea bicolor Kimoto, 1989
- Theopea clypeata (Jacoby, 1896)
- Theopea coerulea Gressitt & Kimoto, 1963
- Theopea collaris Kimoto, 1989
- Theopea costata (Allard, 1889)
- Theopea dohrni (Jacoby, 1899)
- Theopea elegantula Baly, 1864
- Theopea fairmairei (Duvivier, 1885)
- Theopea flavipalpis Laboissiere, 1940
- Theopea impressa (Fabricius, 1801)
- Theopea incostata (Allard, 1889)
- Theopea intermedia (Jacoby, 1899)
- Theopea irregularis Takizawa, 1978
- Theopea kedenburgi Weise, 1922
- Theopea longicollis (Jacoby, 1896)
- Theopea louwerensi (Jolivet, 1951)
- Theopea lunduensis Mohamedsaid, 1998
- Theopea modiglianii (Jacoby, 1896)
- Theopea mouhoti Baly, 1864
- Theopea nigricollis (Jacoby, 1892)
- Theopea obliterata (Jacoby, 1884)
- Theopea pulchella (Baly, 1864)
- Theopea sauteri Chujo, 1935
- Theopea sepilokensis Mohamedsaid, 2000
- Theopea similis Kimoto, 1989
- Theopea smaragdina Gressitt & Kimoto, 1963
- Theopea variabilis (Jacoby, 1887)
- Theopea viridipennis (Jacoby, 1899)
- Theopea weberi (Weise, 1913)